# IG Weinbau Dealurile Crișanei
Das IG Weinbaugebiet Dealurile Crișanei liegt im Nordwesten Rumäniens im Kreischgebiet. Es ist bekannt für die Herstellung von Weiß- sowie von Rotweinen aus eingeführten, aber auch aus heimischen Rebsorten.